# Флаг Академического (Москва)
Флаг внутригородского муниципального образования Академи́ческое в Юго-Западном административном округе города Москвы Российской Федерации.
Флаг утверждён 17 ноября 2004 года и является официальным символом муниципального образования Академическое.

## Описание
«Флаг муниципального образования Академическое представляет собой двустороннее, прямоугольное полотнище с соотношением сторон 2:3.
Полотнище флага состоит из верхней жёлтой полосы, ширина которой составляет 7/20 ширины полотнища, и двух равновеликих нижних частей: прилегающей к древку голубой и зелёной.
В центре жёлтой полосы помещено изображение чёрного академического головного убора, габаритные размеры которого составляют 3/8 длины и 9/40 ширины полотнища.
В центре голубой части помещено изображение белой раковины доисторического моллюска (наутилуса), габаритные размеры которого составляют 1/4 длины и 7/16 ширины полотнища.
В центре зелёной части помещено изображение жёлтого жезла Меркурия, габаритные размеры которого составляют 5/24 длины и 9/16 ширины полотнища».

## Обоснование символики
Белая раковина доисторического моллюска (наутилуса) в голубом поле символизирует находящийся на территории муниципального образования Дарвиновский музей — крупнейший зоологический музей Москвы.
Жезл Меркурия символизирует расположение на территории муниципального образования главного здания Сберегательного банка России.
Чёрный академический головной убор на жёлтой полосе символизирует ряд находящихся на территории муниципального образования научно-исследовательских институтов и иных научных учреждений, а также отражает название муниципального образования.